# Rhamphomyia boreoitalica
Rhamphomyia boreoitalica är en tvåvingeart som beskrevs av Bartak 2006. Rhamphomyia boreoitalica ingår i släktet Rhamphomyia och familjen dansflugor.
Artens utbredningsområde är Italien. Inga underarter finns listade i Catalogue of Life.